# Алтухов, Михаил Иванович
Михаи́л Ива́нович Алтухо́в (1 ноября 1851, село Болхов Ливенского уезда Орловской губернии — 1925) — русский инженер и техник.

## Биография
В 1873 окончил механическое отделение Петербургского технологического института со званием технолога 1-го разряда. Служил помощником главного техника Общества петербургских водопроводов. В 1875 году изучал в Англии способы механической формовки водопроводных и газопроводных труб большого диаметра, изучал водопроводные системы в городах Англии и Шотландии.
В 1887 году по его проекту в Царском Селе построен первый городской водопровод и две водонапорные башни — Орловская и Певческая.
С 1889 года состоял главным техником Общества петербургских водопроводов. Был деятельным членом Русского общества охранения народного здравия. Проживал в апартаментах у Таврического сада (Захарьевская ул., 41), а также по адресу: наб. р. Фонтанки, д. 26, кв. 5.
В 1894—1895 годах произвёл серьёзные исследования с целью снабжения Санкт-Петербурга ключевой водой с гатчинских высот. Произвёл значительные работы по обустройству водоснабжения городов Белостока, Двинска, Елисаветграда, Калуги, Новгорода, Царского Села, Феодосии. Проектировал водопроводы для городов: Симбирск, Тула, Сызрань, Керчь, Седлец, Баку, Рязань и Вологда.
Был в числе активных участников Русских водопроводных съездов.
В 1903 году — председатель правления Петро-Маревского общества каменноугольной промышленности (находилось в Петербурге), занятого разработкой залежей каменного угля на р. Лугани в Славяносербском уезде Екатеринославской губернии.
Писал по своей специальности в «Записках» Русского императорского технического общества. Некоторые статьи изданы также отдельными брошюрами.